# Rolf Schmitz (Admiral)
Rolf Schmitz (* 2. Juni 1949 in Köln) ist ein deutscher Flottillenadmiral a. D. Zuletzt war er Stabsabteilungsleiter I im Führungsstab der Marine in Bonn.

## Militärische Laufbahn

### Ausbildung und erste Verwendungen
Rolf Schmitz trat 1969 in die Bundesmarine ein. Als Offizieranwärter der Crew X/69 begann er seine Ausbildung zum Marineoffizier. Es folgten Einsätze in verschiedenen Verwendungen. 

### Dienst als Stabsoffizier
Schmitz diente in der Zerstörerflottille zunächst als Erster Offizier, von 1992 bis 1993 als Kommandant der Fregatte Bremen.:100 Von 1998 bis 1999 bekleidete er den Dienstposten des Kommandeurs des 4. Fregattengeschwaders in Wilhelmshaven.:27 Anschließend wurde er Adjutant bei Bundespräsident Johannes Rau.

### Dienst als Admiral
Von 2003 bis 2004 führte Schmitz die Zerstörerflottille als Kommandeur.:14 Anschließend wechselte er nach Köln zum Personalamt der Bundeswehr als Stellvertretender Amtschef und Chef des Stabes. Zum 1. Januar 2007 wurde er Stabsabteilungsleiter I (Personal; Ausbildung; Organisation) im Führungsstab der Marine im Bundesministerium der Verteidigung in Bonn. Zum 30. Juni 2011 wurde Schmitz in den Ruhestand versetzt.

## Einsätze
- 2003 Operation Enduring Freedom